# Leipzig Hauptbahnhof
Leipzig Hauptbahnhof je hlavní vlakové nádraží v německém Lipsku. Co do rozlohy (83 460 m²) se jedná o největší hlavové nádraží v Evropě.

## Popis
Má 19 nadzemních nástupišť, která se nacházejí v šesti ocelových halách, vícepodlažní haly s mohutnými kamennými oblouky a 298 metrů dlouhé průčelí.
V prosinci 2013 byla slavnostně otevřena dvě podzemní nástupiště (City-Tunnel Leipzig). Dopravní služby zajišťuje společnost DB Station&Service, dceřiná firma Deutsche Bahn. Jako jedno z dvaceti náleží do první kategorie německých nádraží a slouží rovněž jako nákupní centrum. Směřují sem vlaky Deutsche Bahn, S-Bahn Mitteldeutschland, Erfurter Bahn a Mitteldeutsche Regiobahn. V roce 2008 bylo na nádraží odbaveno v průměru 120 tisíc cestujících denně.

## Historie

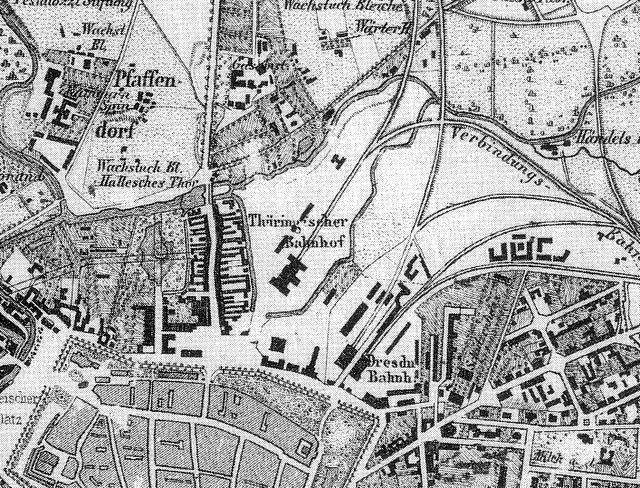
Durynské a Drážďanské nádraží na mapě z roku 1860

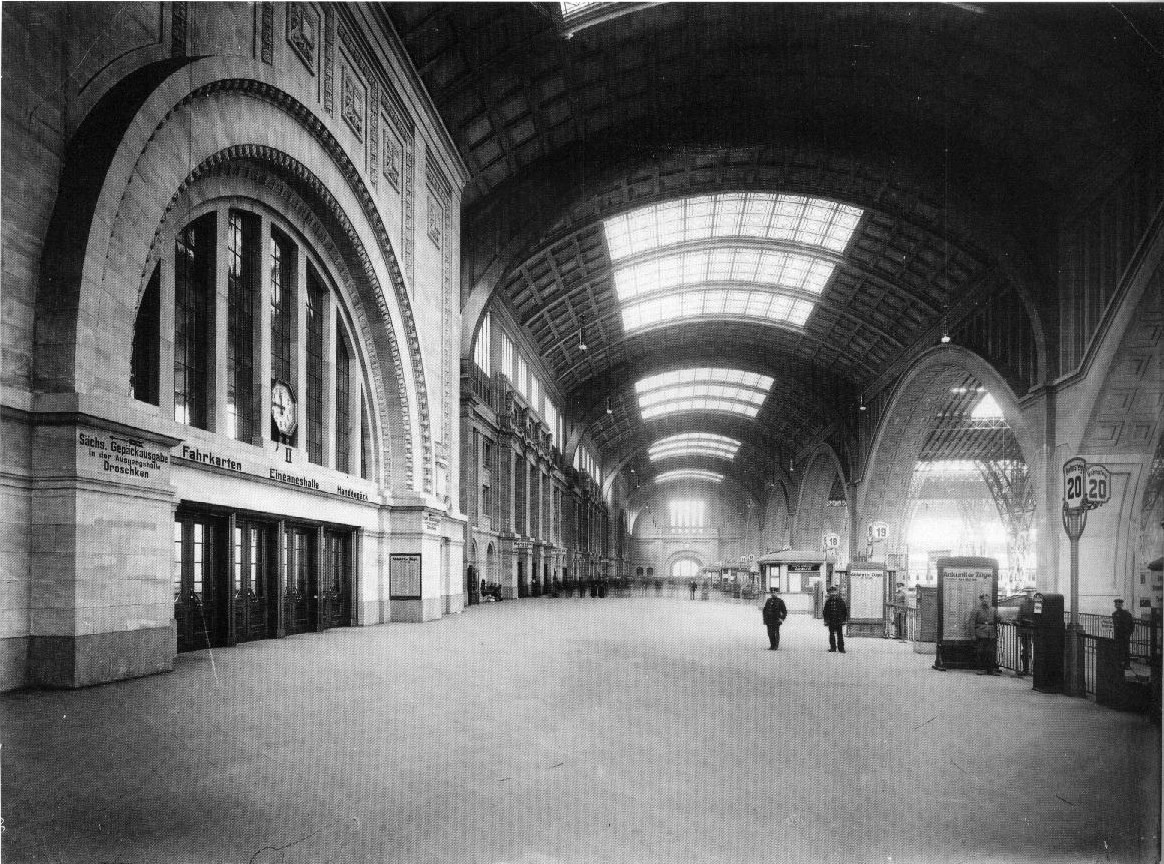
Hlavní příčná hala, 1916

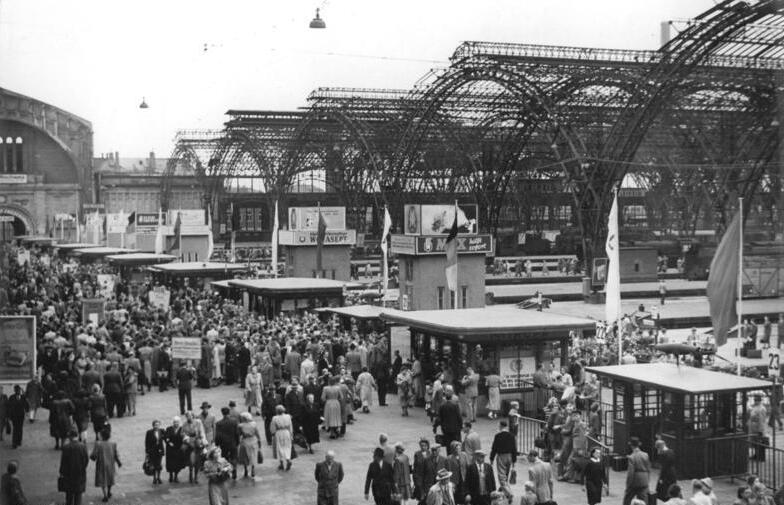
Hlavní příčná hala s chybějícím zastřešením, 1953

Zprovozněním železniční trati z Lipska do Drážďan v roce 1839, po kterém následovala o rok později spojení Lipska s Magdeburkem, s Hofem v roce 1842 a s Großkorbethou v roce 1856, se Lipsko stalo nejdůležitější železniční křižovatkou v Saském království.
Zpočátku vlaky odjížděly z vlastních oddělených terminálů jako Bayerischer Bahnhof, které leží jihovýchodně od centra. Počet obyvatel města trvale rostl, a to zejména po roce 1871, kdy bylo Německo sjednoceno. Oddělená nádraží se ukazovala komplikovanými a neefektivními. Roku 1895 byly saské železnice zestátněny pod zastřešením Královských saských státních drah (Königlich Sächsische Staatseisenbahnen), zatímco jiné železniční společnosti (Magdeburg-Halberstadt, Berlín-Anhalt a Halle-Sorau-Guben) byly začleněny do Pruských státních drah (Preußische Staatseisenbahnen). Albert von Maybach již v roce 1875 navrhoval založení jednotné německé císařské železniční organizace, plány však selhaly pro odpor středoněmeckých států, především saské vlády. Výsledkem byly dvě společnosti, které v Lipsku soutěžily o trvale rostoucí objemy dopravy.
Výstavba nádražní budovy byla svěřena drážďanské architektonické kanceláři Lossow und Viehweger. Spoluautorem projektu byl liberecký architekt Rudolf Bitzan, který kvůli sporu o její autorství nakonec z firmy odešel.
Celková rekonstrukce byla dokončena 4. prosince 1965, padesát let po slavnostním otevření.
Znovusjednocení Německa

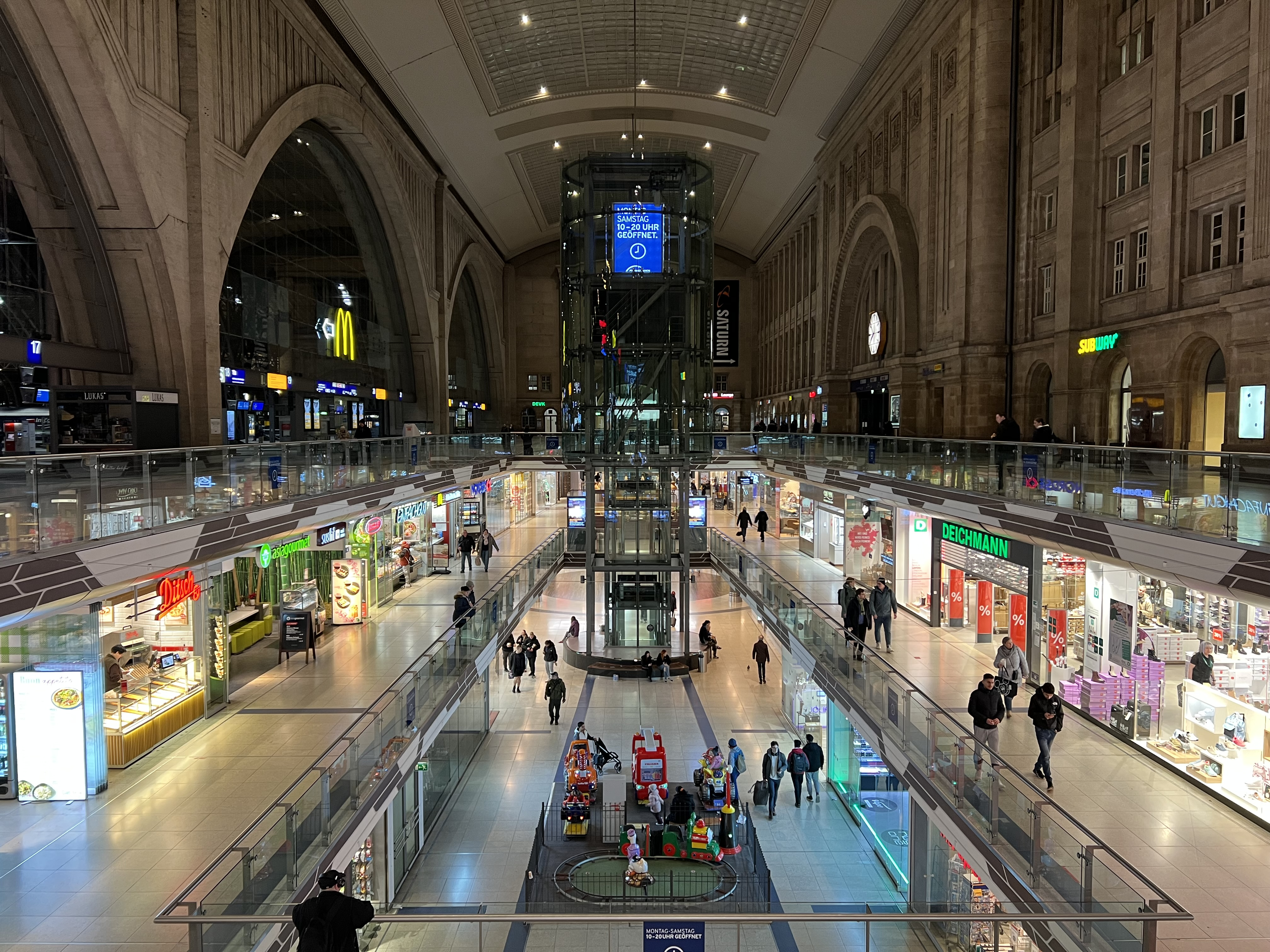
Hala po přestavbě
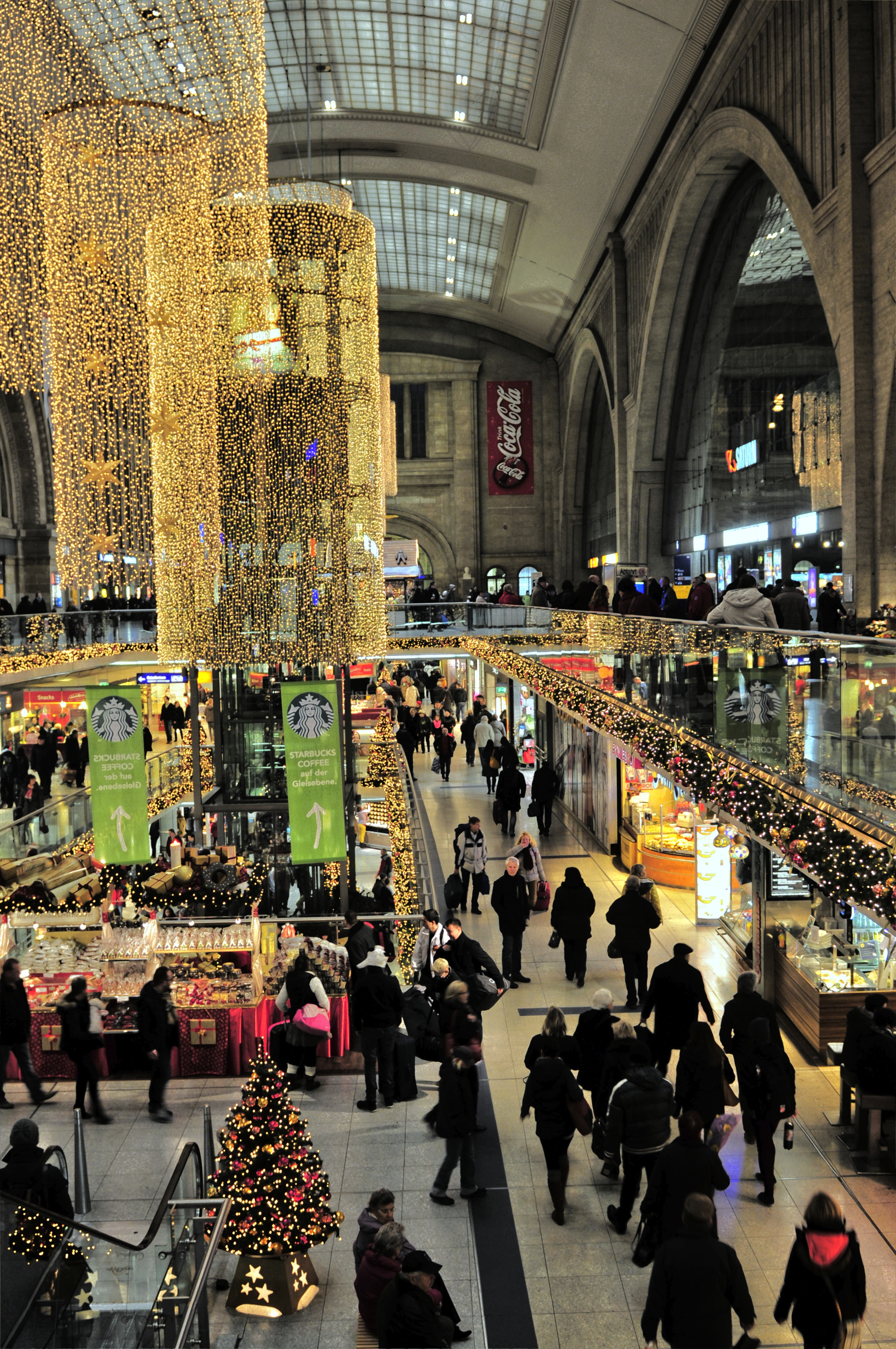
Vánoce na nádraží
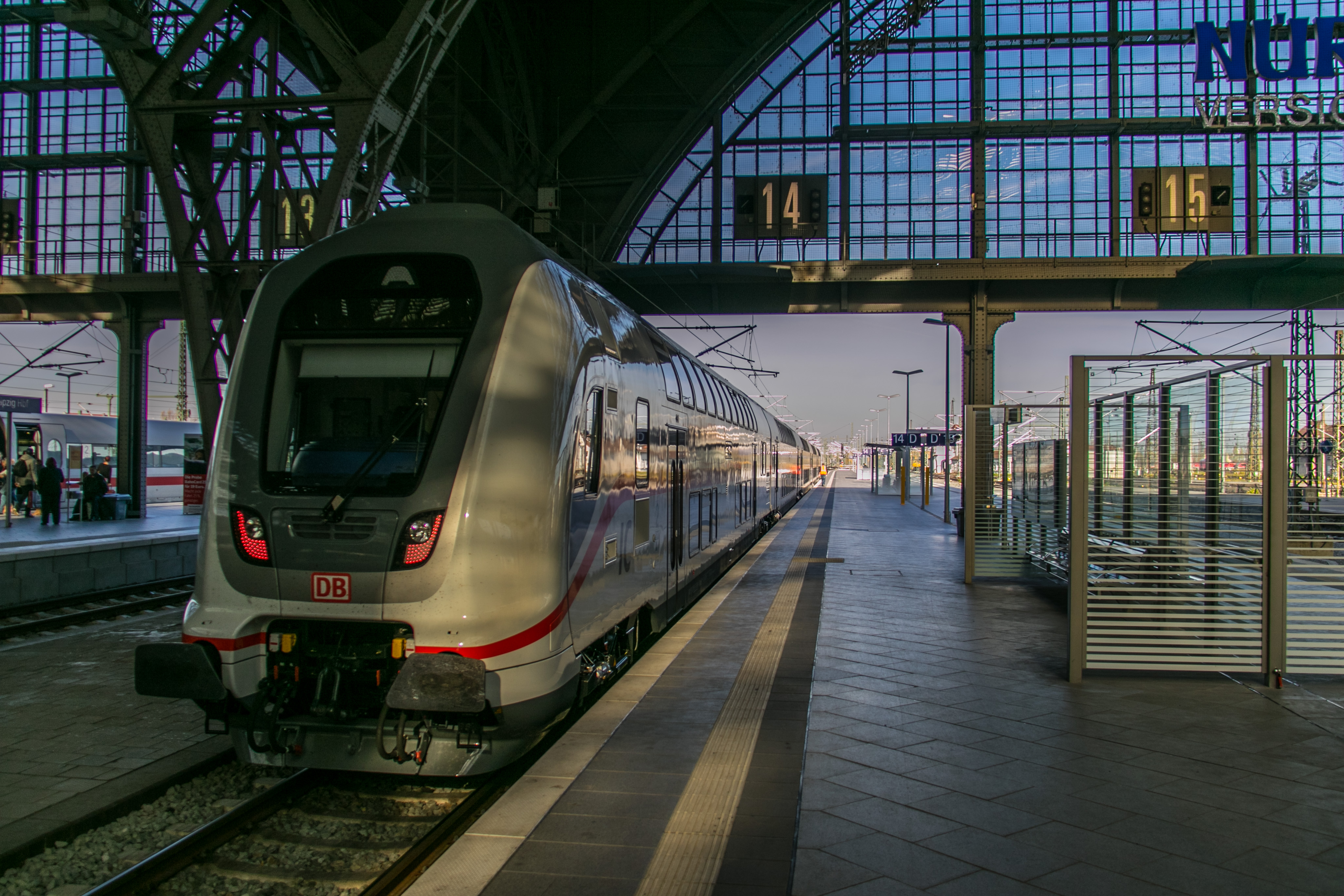
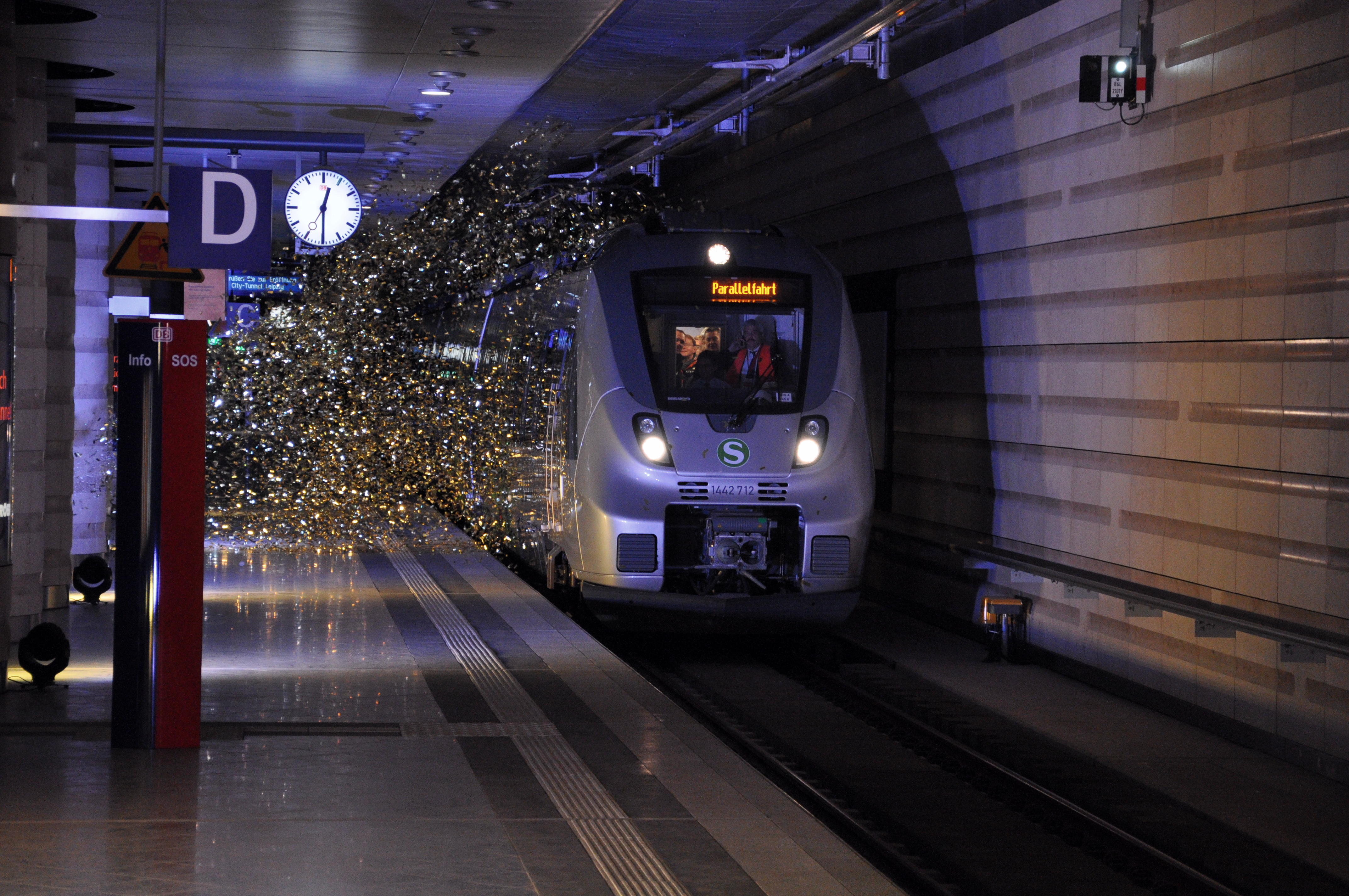
První vlak v Leipzig City Tunnel 14. prosince 2013

### Stálá expozice
Na koleji č. 24 uzavřené pro dopravu je vystaveno několik historických lokomotiv Deutsche Reichsbahn:
- parní jednotka 5448-7 řady 52
- motorová jednotka 137 225 Hamburg
- elektrická jednotka E04 01 řady E04
- elektrická jednotka E44 046 řady E44
- elektrická jednotka E94 056 řady E94

### Filmy
Na hlavním lipském nádraží byly natáčeny některé filmy, k významnějším patří:
- Záblesk (1992)[4]
- Berlin Niagara (1997)[5]
- Pan Nikdo (2009)[6]